# Ferragosto
Ferragosto è il nome popolare italiano, di origine romana antica, del giorno festivo dell'Assunzione di Maria, celebrato il 15 agosto in gran parte dei paesi cattolici. Si ritiene che derivi da ferie in onore di Augusto (Feriae Augusti) celebrate in antichità il 1° agosto, probabilmente trasportate e assorbite nella festività religiosa del 15 agosto in epoca cristiana.
Per metonimia è anche il periodo delle vacanze estive intorno a questa giornata, che può essere un fine settimana lungo (ponte di) o gran parte di agosto. Il giorno di Ferragosto è tradizionalmente dedicato a pranzi al sacco, barbecue, gite fuori porta, falò, spettacoli pirotecnici e, data la calura stagionale, a rinfrescanti bagni nelle piscine, nelle acque marine, fluviali o lacustri. Molto diffuso anche l'esodo verso le località montane o collinari in cerca di refrigerio.

## Storia

### Dall'antica Roma al Cristianesimo
Ferragosto deriva presumibilmente dalla locuzione latina Feriae Augusti (ferie di Augusto). Il 1° agosto del 30 a.C., come riportano i Fasti Anziati, Ottaviano occupò Alessandria d'Egitto; a commemorazione di ciò, la data del 1° agosto fu dichiarata giorno di ferie come risulta dal calendario di Amiterno. Inoltre, Ottaviano celebrò un triplice trionfo per Dalmazia, Azio e Alessandria d'Egitto in tre giorni consecutivi, dal 13 al 15 agosto del 29 a.C.  Non risulta però da fonti antiche che per il 15 agosto furono istituite ferie in suo onore, al contrario del 1° agosto. I giorni dal 13 al 15 agosto erano invece dedicati al culto di Diana, i Nemoralia. In epoca cristiana comparve il culto dell'assunzione in cielo della Madonna. Un'ipotesi diffusa è che con il tempo la Chiesa abbia trasportato e assorbito le Feriae Augusti nella festa dell'Assunta (15 agosto).
Il termine Ferragosto deriva dalla locuzione latina Feriae Augusti (lett. "riposo di Augusto") indicante una festività presumibilmente istituita dall'imperatore Augusto nel 18 a.C. da celebrarsi il 1º agosto e che si aggiungeva alle altre festività cadenti nello stesso mese, come i Vinalia rustica, i Nemoralia o i Consualia. Era un periodo di riposo e di festeggiamenti che traeva origine dalla tradizione dei Consualia, feste che celebravano la fine dei lavori agricoli, dedicate a Conso, dio della terra e della fertilità. L'antico Ferragosto, oltre agli evidenti fini di auto-promozione politica, aveva lo scopo di collegare le principali festività agostane per fornire un adeguato periodo di riposo, anche detto Augustali, necessario dopo le grandi fatiche profuse durante le settimane precedenti. Si tratta di una versione diffusa in epoca rinascimentale e moderna: l'unica fonte antica a parlarne è Aulo Gellio che nelle Notti attiche parla di una serie di festività estive che andavano dal 23 giugno al 1° agosto, dedicate alla vendemmia e al raccolto, ma non a una pausa dal lavoro. Inoltre dal 12 al 15 si era celebrato il trionfo su Antonio e Cleopatra nel 30 a.C., e per ciò il mese di agosto, chiamato prima sextilis (il sesto mese dell'anno del calendario romano, che cominciava da Martius), fu rinominato augustus nell'anno 8 a.C. in onore dell'imperatore, su decisione del Senato di Roma.
Nel corso dei festeggiamenti in tutto l'impero si organizzavano corse di cavalli; gli animali da tiro (buoi, asini e muli) venivano dispensati dal lavoro e agghindati con fiori. Queste tradizioni rivivono oggi, pressoché immutate nella forma e nella partecipazione, nel "Palio dell'Assunta" che si svolge a Siena il 16 agosto. La denominazione "palio" deriva dal pallium, il drappo di stoffa pregiata che era il consueto premio per i vincitori delle corse di cavalli nell'Antica Roma.
In occasione del Ferragosto i lavoratori porgevano auguri ai padroni, ottenendo in cambio una mancia; l'usanza si radicò fortemente, tanto che in età rinascimentale fu resa obbligatoria nello Stato Pontificio.
La festa fu spostata dal 1º al 15 agosto dalla Chiesa cattolica, che volle far coincidere la ricorrenza laica con la festa religiosa dell'Assunzione di Maria. Fu infatti nel VII secolo Papa Sergio I a scegliere il 15 agosto quale data per l'Assunzione  in cielo della Vergine Maria.

### Durante il fascismo
La tradizione popolare della gita turistica di Ferragosto nasce durante il ventennio fascista. A partire dalla seconda metà degli anni venti, nel periodo ferragostano, attraverso le associazioni dopolavoristiche delle varie corporazioni, il regime organizzava centinaia di gite popolari. In particolare dal ferragosto 1931 al settembre 1939 ciò fu favorito dall'istituzione dei Treni popolari speciali, inizialmente solo di 3ª classe, con prezzi fortemente scontati.
L'iniziativa offriva la possibilità anche alle classi sociali meno abbienti di visitare le città italiane o di raggiungere le località marine o montane. L'offerta era limitata ai giorni 13, 14 e 15 agosto e comprendeva due formule, Gita di un sol giorno, nel raggio di circa 100 km, e Gita dei tre giorni con raggio di circa 200 km. Essi furono popolarmente ribattezzati treni di Ferragosto, benché, secondo fonti autorevoli, un regime tariffario popolare fosse applicato per tutta la stagione estiva.

## Nella cultura di massa
- In Lombardia e in Piemonte, fino ai primi decenni del XX secolo, era usanza dei datori di lavoro "dare il ferragosto" (in lombardo dà ol faravost), che consisteva nel donare emolumenti in denaro o in beni commestibili ai dipendenti in modo che potessero trascorrere lietamente il giorno di Ferragosto con le famiglie. Nei cantieri edili, verso la fine di luglio, sulla parte più elevata del fabbricato in costruzione veniva fissato dai muratori un grande ramo, detto pianta dol faravost, che rammentava scherzosamente all'impresario l'imminente esborso della tradizionale mancia.
- A Torino fino alla metà del XX secolo molti cittadini si recavano per pranzare, al ristorante o al sacco, nel parco in riva al Po adiacente alla chiesa della Madonna del Pilone. Tale costumanza era denominata in piemontese Festa dle pignate a la Madòna dël Pilon, ovvero Festa delle pentole alla Madonna del Pilone.[16]
- A Messina si svolge la processione della Vara di Messina dedicata alla Madonna Assunta.
- A Cefalù si svolge una processione marittima dove una barca, contenente la statua dell'assunta, viene seguita da tante altre barche di pescatori.
- A Porto Santo Stefano il giorno di Ferragosto si svolge il Palio Marinaro dell'Argentario, antica gara remiera.
- A Sarteano, poco prima del tramonto, si svolge la Giostra del Saracino.

## Cucina
(Detto popolare)
- Il piatto tradizionale per eccellenza del pranzo di Ferragosto è il cinghiale con la polenta. Tale usanza, un tempo diffusa in buona parte d'Italia e che ancora sopravvive in alcune zone, pare sia nata a Viareggio presso il Caffè Shelley ubicato nell'omonima piazza.[17]
- L'antica tradizione piacentina prevede la preparazione della bomba di riso con piccioni, una sorta di grosso cilindro di riso cotto al forno, con pezzi di piccione all'interno.[18]
- In Sicilia si usa preparare il tipico gelu di muluna, decorato con foglie di limone e fiori di gelsomino.[19]
- A Roma il pranzo tradizionale è costituito dal pollo in umido con peperoni, spesso preceduto dalle fettuccine ai fegatelli e seguito da cocomero ben freddo.[20]
- A Foggia il piatto tipico di Ferragosto è costituito dal galluccio, un gallo di circa 3 kg ripieno, cotto al forno con patate.[21]
- Le margheritine di Stresa sono i biscotti che venivano tradizionalmente offerti agli ospiti dalla regina Margherita in occasione dei ricevimenti di Ferragosto della Casa Reale.[22]
- Sull'Appennino tosco-emiliano per Ferragosto è costumanza sfornare e consumare piccole ciambelle dolci all'anice, variamente confezionate, come il biscotto di mezz'agosto di Pitigliano o lo zuccherino montanaro bolognese di Grizzana Morandi.[23]

## Musica
- L'opera lirica Pagliacci del compositore napoletano Ruggero Leoncavallo si svolge proprio nel giorno di Ferragosto ("Oh, che bel sole di mezz'agosto!"; "Per la Vergin pia di mezz'agosto!").
- Notte di Ferragosto di Gianni Morandi.
- Ferragosto di Sergio Cammariere.
- Ferragosto Hate di Primo Brown.

## Cinema
- Ferragosto in bikini è una commedia italiana girata nel 1961 da Marino Girolami, con la sceneggiatura di Tito Carpi e Marino Girolami, interpretata da Walter Chiari, Mario Carotenuto, Valeria Fabrizi, Raimondo Vianello, Lauretta Masiero, Carlo Delle Piane, Tiberio Murgia, Toni Ucci, Bice Valori e Marisa Merlini; il film presenta una serie di personaggi caratteristici che si incontrano sulla spiaggia di Fregene.
- Il sorpasso è un film italiano del 1962, diretto da Dino Risi, con Vittorio Gassman, Catherine Spaak e Jean-Louis Trintignant. La narrazione inizia con "Nella Roma deserta di un Ferragosto qualunque...".
- L'ascensore, terzo episodio di Quelle strane occasioni, film commedia in tre episodi del 1976. L'episodio è diretto da Luigi Comencini, con Alberto Sordi e Stefania Sandrelli, e racconta della giovane Donatella (Stefania Sandrelli) che resta chiusa in compagnia di un maturo monsignore (Alberto Sordi) nell'ascensore di un palazzo deserto per le feste di Ferragosto.
- Il giorno dell'Assunta del 1977, diretto da Nino Russo con Leopoldo Trieste e Tino Schirinzi, film surreale ambientato interamente in esterni, per le strade deserte di Roma.
- Un sacco bello del 1980 diretto ed interpretato da Carlo Verdone sullo sfondo di una Roma ferragostana, assolata e deserta.
- Ferragosto OK di Sergio Martino del 1986, con Mauro Di Francesco, Eva Grimaldi, Sabrina Salerno, Alessandra Mussolini, Vittorio Marsiglia e Maurizio Mattioli.
- Quinze août, 15 août (15 agosto) è un cortometraggio francese (10 minuti) di soggetto drammatico, diretto da Nicole Garcia nel 1986, con Ann-Gisel Glass, Nicole Garcia e Jean-Louis Trintignant nella parte del marito infedele.
- Infelici e contenti di Neri Parenti del 1992, con Renato Pozzetto e Ezio Greggio, ambientato durante la settimana di Ferragosto.
- 15 août (tit. italiano: "15 agosto. Non sarà una vacanza per tutti") è un film francese diretto da Patrick Alessandrin nel 2001, con Richard Berry, Jean-Pierre Darroussin e Charles Berling che vengono abbandonati dalle mogli nel giorno di Ferragosto e così costretti a badare ai loro numerosi figli.
- Pranzo di ferragosto del 2008 diretto da Gianni Di Gregorio. Vincitore del premio Venezia Opera Prima "Luigi De Laurentiis" alla 65ª Mostra internazionale d'arte cinematografica di Venezia.

## Letteratura
- Alberto Moravia, Scherzi di Ferragosto e i Racconti romani, 1954;
- Carlo Cassola, Ferragosto di morte, Reggio Emilia, Ciminiera, 1980;
- Arturo Carlo Jemolo, Scherzo di Ferragosto, Roma, Editori Riuniti, 1983;
- Renato Olivieri, Maledetto Ferragosto, prefazione di Raffaele Crovi, Milano, Rizzoli, 1983;
- Raffaele Crovi, Ladro di Ferragosto, Milano, Frassinelli, 1984;
- Paolo Cevoli, Mare mosso, bandiera rossa: Ferragosto a Roncofritto. Romanzo!, Milano, Kowalski, 2003;
- Andrea Camilleri, Notte di ferragosto, Palermo, Sellerio, 2013;
- Luca Ricci, Ferragosto addio!, Segrate, Einaudi Quanti, 2013;
- Andrea Vitali, Giancarlo Vitali, Enigma di ferragosto, Lucca, Cinquesensi, 2013.